# Thannhausen (Pfofeld)

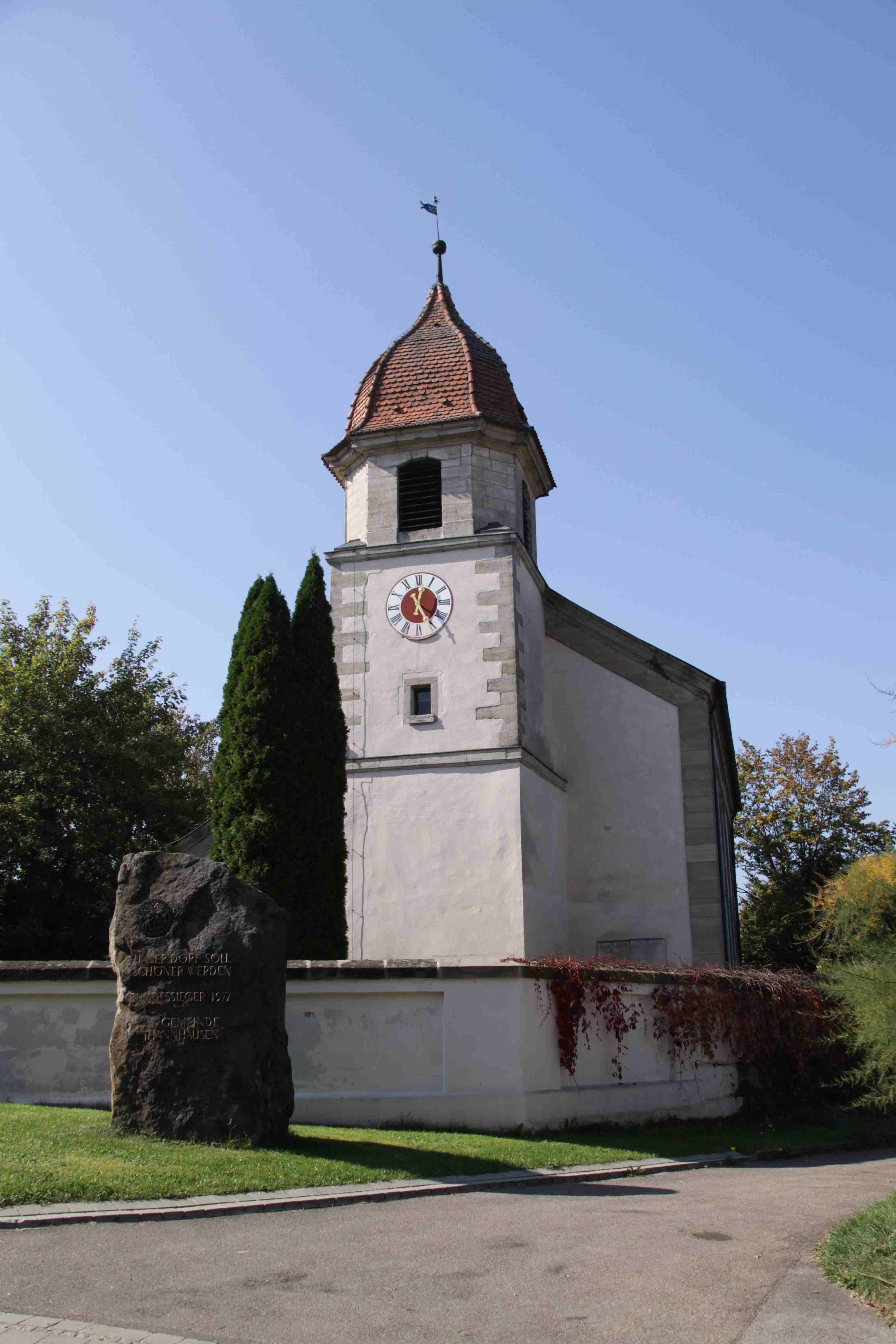
Kirche St. Bartholomäus

Thannhausen ist ein Gemeindeteil der Gemeinde Pfofeld im Landkreis Weißenburg-Gunzenhausen (Mittelfranken, Bayern). Die Gemarkung Thannhausen hat eine Fläche von 9,938 km². Sie ist in 632 Flurstücke aufgeteilt, die eine durchschnittliche Flurstücksfläche von 15724,16 m² haben. In ihr liegen neben dem namensgebenden Ort die Gemeindeteile Hühnermühle, Neuherberg und Sorghof. Im Fränkischen Seenland gelegen, ist das Pfarrdorf durch Wanderwege touristisch erschlossen.

## Geographische Lage und Verkehr
Das Haufendorf Thannhausen liegt an einem Nordhang zwischen Pleinfeld im Osten und Gunzenhausen im Westen. Pfofeld liegt südwestlich. Nordwestlich des Ortes entspringen der Banzerbach und der Bachwiesengraben, südöstlich der Walkerszeller Bach. An der Südseite grenzt Thannhausen an ein Waldgebiet, die anderen Seiten sind von Wiesen und Feldern umgeben. Etwa 2 km nördlich befindet sich der Große Brombachsee. Der 422,7 Meter hohe Berg Bühl und der 485,4 Meter hohe Weißenberg liegen dazwischen. Die Römer bauten auf dem Höhenzug südlich von Thannhausen den Raetischen Limes. Etwa einen Kilometer südwestlich und 1,5 Kilometer südöstlich des Ortes finden sich die Reste römischer Wachtürme.
Im Norden wird der Ort von der Staatsstraße 2222 tangiert. Die Kreisstraße WUG 2 zweigt von dieser ab und führt nach Theilenhofen zur Bundesstraße 13 (4 km südwestlich). Gemeindeverbindungsstraßen führen nach Dorsbrunn zur Kreisstraße WUG 3 (2,3 km südöstlich) und nach Langlau (2,3 km nordwestlich). Durch den Ort führt der Deutsche Limes-Radweg. Südlich von Thannhausen verläuft der Limeswanderweg, ein Teilabschnitt des Deutschen Limes-Wanderwegs.

## Geschichte
Die Gründung der fränkischen Siedlung dürfte in die Zeit zwischen dem 6. und 8. Jahrhundert fallen. Die erste urkundliche Erwähnung Thannhausens erfolgte im Jahre 1075, als die Kirche St. Bartholomäus vom Eichstätter Bischof Gundekar II. geweiht wurde. Zu dieser Zeit gehörten die meisten Höfe im Ort dem Deutschen Orden in Ellingen, der Rest der Freien Reichsstadt Weißenburg. Das Patronatsrecht in Thannhausen wurde 1450 vom Bischof von Eichstätt an die Ritter von Absberg vergeben. Nach dem Aussterben des Geschlechts der Absberger um 1650 wurde der Ort den Markgrafen von Ansbach übertragen. Im Jahre 1846 sind in Thannhausen 36 Häuser, 43 Familien und 193 Seelen verzeichnet. 1875 lebten 208 Einwohner in 106 Gebäuden und besaßen „5 Pferde sowie 203 Rindviecher“.
Bis zur Gemeindegebietsreform war Thannhausen eine Gemeinde mit den Gemeindeteilen Furthmühle, Hühnermühle, Neuherberg, Regelsberg, Sorghof und Veitserlbach sowie den durch den Brombachsee abgegangenen Mühlen Beutelmühle, Grafenmühle, Neumühle und Scheermühle. Am 1. Mai 1978 wurde sie aufgelöst; Regelsberg und Veitserlbach kamen zum Markt Pleinfeld, Thannhausen und die restlichen Gemeindeteile wurde nach Pfofeld eingegliedert.

## Adelsgeschlecht
Im Mittelalter gab es in Thannhausen das Adelsgeschlecht der Thannhäuser. Dieses Reichsministerialengeschlecht, das um 1200 in einer heute verschollenen Burg hauste, wurde vom 12. bis ins 16. Jahrhundert erwähnt. Der Minnesänger Thannhäuser gehörte wahrscheinlich auch diesem Geschlecht an. Deswegen hat die Gemeinde seit 1955 das Recht, das Wappen des Minnesängers nach der Darstellung in der Manessischen Handschrift als Siegel zu führen.

## Bau- und Bodendenkmäler
Im Westteil des Ortes befindet sich die evangelisch-lutherische Pfarrkirche St. Bartholomäus. Sie wurde im Jahr 1896 im neugotischen Stil neu erbaut, nur das Untergeschoss des Kirchturms mit Kuppelhelm stammt aus dem 16. Jahrhundert. Der Vorgängerbau der Dorfkirche war 1075 geweiht und Mitte des 16. Jahrhunderts reformiert worden.
Die meisten Gebäude in Thannhausen stammen aus dem 19. Jahrhundert und sind meist erdgeschossige verputzte Satteldachbauten. Lediglich das örtliche Gasthaus (17./18. Jahrhundert), das Pfarrhaus (1710) und die ehemalige Schmiede (1846) sind Walm-, Halbwalm- bzw. Mansarddachbauten. Der Ort durchzieht ein unregelmäßiger Straßenring mit platzartigen Straßengabeln und Sackgassen, dadurch entsteht der Eindruck einer zufälligen Anordnung der Häuser. Trotz einiger moderner Bauten wie dem Schulhausneubau von 1963/64 anstelle eines alten Schulhauses ist das Dorfbild von großer einheitlicher Wirkung erhalten. Der gesamte Ortskern von Thannhausen steht unter Denkmalschutz.
Nördlich von Thannhausen liegt der unter Bodendenkmalschutz stehende Burgstall Altes Schloss.